# Kheda
Kheda – miasto w Indiach, w stanie Gudźarat. W 2011 roku liczyło 25 575 mieszkańców.